# Dentlein am Forst

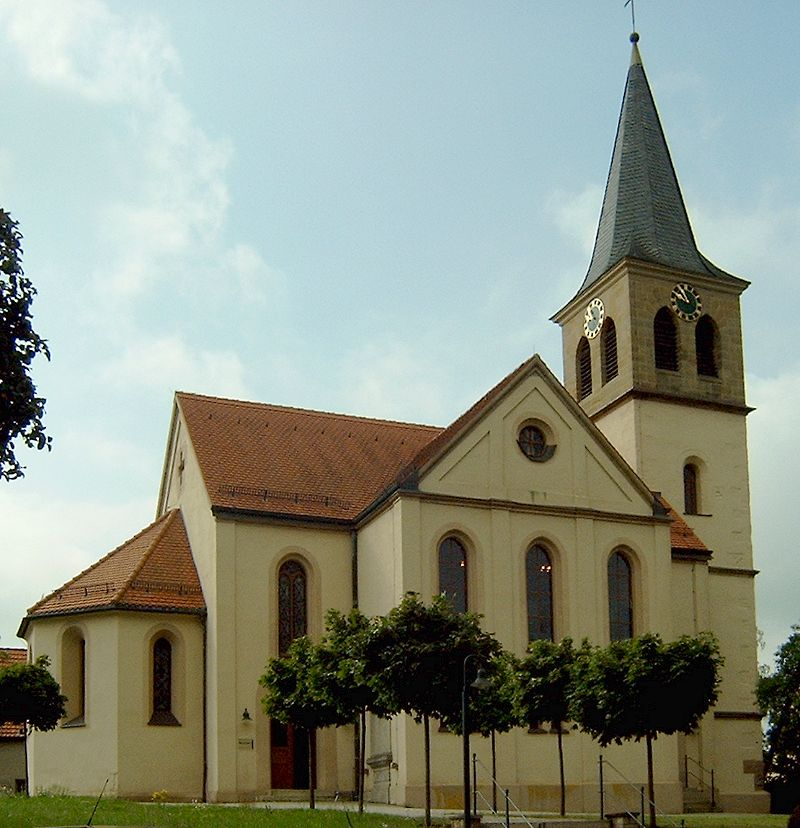
Kirche St. Ursula

Dentlein am Forst (amtlich: Dentlein a.Forst, bis 1926: Dentlein) ist ein Markt im Landkreis Ansbach in Mittelfranken und zählt zur Metropolregion Nürnberg. Der Ort ist Sitz der Verwaltungsgemeinschaft Dentlein am Forst.

## Geografie

### Geografische Lage
Der Hauptort liegt etwa 8 km östlich von Feuchtwangen in einem sehr waldreichen Gebiet. Die hier zahlreich entspringenden Bäche fließen über die Wörnitz und die Altmühl zur Donau.

### Nachbargemeinden
Nachbargemeinden sind (im Norden beginnend gegen den Uhrzeigersinn): Feuchtwangen, Dürrwangen, Langfurth, Burk und Wieseth.

### Gemeindegliederung
Es gibt zwölf Gemeindeteile (in Klammern ist der Siedlungstyp angegeben):
- Angerhof (Weiler)
- Dentlein am Forst (Hauptort)
- Erlmühle (Dorf)
- Fetschendorf (Dorf)
- Großohrenbronn (Pfarrdorf)
- Kaierberg (Dorf)
- Kleinohrenbronn (Weiler)
- Leichsenhof (Weiler)
- Obermosbach (Weiler)
- Ölmühle (Einöde)
- Schwaighausen (Dorf)
- Zinselhof (Weiler)

Die Einöde Neumühle zählt zum Gemeindeteil Kaierberg.
Es gibt auf dem Gemeindegebiet die Gemarkungen Aichau (Gemarkungsteil 0), Dentlein am Forst und Thürnhofen (Gemarkungsteil 0). Die Gemarkung Dentlein hat eine Fläche von 16,236 km². Sie ist in 2544 Flurstücke aufgeteilt, die eine durchschnittliche Fläche von 6382,12 m² haben. In ihr liegen sämtliche Gemeindeteile mit Ausnahme von Leichsenhof und Kaierberg.

## Geschichte

### Bis zur Gemeindegründung
Dentlein am Forst wurde unter dem Namen „Tennlin“ erstmals am 8. Mai 1397 urkundlich erwähnt. Der Ortsname leitet sich von einem gleichlautenden Flurnamen ab, dessen Bestimmungswort das mittelhochdeutsche Wort „tann“ (= Tanne(nwald)) mit angehängten Diminutivsuffix „-lîn“ ist und demnach kleiner Tannenwald bedeutet.
Seit dem 14. Januar 1469 ist in Dentlein eine Pfarrkirche urkundlich belegt. Die Bewohnerzahl stieg vor allem in der Mitte des 17. Jahrhunderts durch die Zuwanderung vertriebener Protestanten aus dem oberösterreichischen „Ländlein ob der Enns“, nachdem das Gebiet um die Gemeinde durch den Dreißigjährigen Krieg stark verwüstet und fast entvölkert worden war.
Die zugewanderte Bevölkerung machte um 1660 ungefähr ein Drittel der Bevölkerung aus. Ein Schulhaus war seit 1698 vorhanden. 1842, nach dem Schulhausneubau – dem jetzigen Rathaus, – wurde ein zweiter Lehrer (Schulgehilfe) „aufgestellt“.
Dentlein am Forst lag im Fraischbezirk des ansbachischen Oberamtes Feuchtwangen. Im Jahre 1732 gab es 26 Anwesen mit 28 Mannschaften. Die Dorf- und Gemeindeherrschaft hatte das Klosterverwalteramt Sulz. Alleiniger Grundherr war das Oberamt Feuchtwangen:
- Stiftsverwalteramt Feuchtwangen: 1 Gut, 1 Gut mit Backrecht; Klosterverwalteramt Sulz: 1 Hof, 8 Güter, 1 Gut mit Taberngerechtigkeit und Backrecht, 2 Güter mit Braurecht, 1 Gut mit Schmiede, 2 Söldenhäuser, 1 Sägemühle;
- Verwalteramt Forndorf: 4 Güter, 1 Gut mit Schmiede, 2 Güter mit doppelter Mannschaft;
- Kastenamt Feuchtwangen: 1 Haus mit doppelter Mannschaft.

Außerdem gab es noch 1 Kirche (evangelisch) mit Friedhof, 1 Pfarrhaus, 1 Schulhaus, 1 ansbachische Haupt- und Wegzollstätte, 1 Hirtenhaus. Gegen Ende des Alten Reiches (1806) gab es in Dentlein 27 Mannschaften. Von 1797 bis 1808 unterstand der Ort dem Justiz- und Kammeramt Feuchtwangen.
Im Jahre 1806 kam Dentlein an das Königreich Bayern. Mit dem Gemeindeedikt (frühes 19. Jahrhundert) wurde der Steuerdistrikt Dentlein gebildet. Zu diesem gehörten Angerhof, Erlmühle, Eschenlach, Großohrenbronn, Kleinohrenbronn, Ölmühle, Schwaighausen, Wehlmäusel, Weikersdorf und Zinselhof. Wenig später entstand die Ruralgemeinde Dentlein mit den Orten Angerhof, Erlmühle, Eschenlach, Fetschendorf, Großohrenbronn, Kleinohrenbronn, Obermosbach, Ölmühle, Schwaighausen und Zinselhof. Sie war in Verwaltung und Gerichtsbarkeit dem Landgericht Feuchtwangen und in der Finanzverwaltung dem Rentamt Feuchtwangen zugeordnet (1919 in Finanzamt Feuchtwangen umbenannt). Eschenlach wurde noch vor 1840 nach Krapfenau umgemeindet. Ab 1862 gehörte Dentlein zum Bezirksamt Feuchtwangen (1939 in Landkreis Feuchtwangen umbenannt) und von 1943 bis 1973 zum Finanzamt Dinkelsbühl, seit 1973 zum Finanzamt Ansbach. In der Gerichtsbarkeit blieb das Landgericht Feuchtwangen zuständig (1879 in Amtsgericht Feuchtwangen umbenannt), seit 1973 ist es das Amtsgericht Ansbach. Die Gemeinde hatte 1964 eine Gebietsfläche von 12,585 km².

### Eingemeindungen
Am 1. Juli 1971 wurde ein Teil der ehemaligen Gemeinde Thürnhofen eingegliedert. Am 1. Januar 1972 folgte ein kleiner Teil der aufgelösten Gemeinde Aichau.

### Einwohnerentwicklung
Im Zeitraum 1988 bis 2018 sank die Einwohnerzahl von 2400 auf 2312 um 88 Einwohner bzw. um 3,7 %.
Gemeinde Dentlein
| Jahr      | 1818   | 1840   | 1852   | 1861   | 1867   | 1871   | 1875   | 1880   | 1885   | 1890   | 1895   | 1900   | 1905   | 1910   | 1919   | 1925   | 1933   | 1939   | 1946   | 1950   | 1961   | 1970   | 1987   | 2005   | 2011   | 2017   |
| Einwohner | 572    | 828    | 1103   | 1233   | 1227   | 1098   | 1089   | 1116   | 1069   | 1107   | 1116   | 1114   | 1117   | 1204   | 1144   | 1342   | 1450   | 1490   | 1948   | 1862   | 2062   | 2319   | 2396   | 2465   | 2345   | 2325   |
| Häuser    | 121    | 155    |        |        |        | 221    |        |        | 242    | 240    |        | 252    |        |        |        | 262    |        |        |        | 333    | 406    |        | 655    |        | 749    | 769    |
| Quelle    | [ 13 ] | [ 19 ] | [ 20 ] | [ 21 ] | [ 22 ] | [ 23 ] | [ 24 ] | [ 25 ] | [ 26 ] | [ 27 ] | [ 20 ] | [ 28 ] | [ 20 ] | [ 29 ] | [ 20 ] | [ 30 ] | [ 20 ] | [ 20 ] | [ 20 ] | [ 31 ] | [ 16 ] | [ 32 ] | [ 33 ] | [ 34 ] | [ 34 ] | [ 34 ] |

Ort Dentlein
| Jahr      | 001818 | 001840 | 001861 | 001871 | 001885 | 001900 | 001925 | 001950 | 001961 | 001970 | 001987 | 002003 | 002017 |
| Einwohner | 202    | 307    | 449    | 398    | 375    | 374    | 434    | 655    | 736    | 841    | 835    | 952    | 873    |
| Häuser    | 46     | 59     |        |        | 87     | 89     | 84     | 107    | 143    |        | 229    |        |        |
| Quelle    | [ 13 ] | [ 19 ] | [ 21 ] | [ 23 ] | [ 26 ] | [ 28 ] | [ 30 ] | [ 31 ] | [ 16 ] | [ 32 ] | [ 33 ] | [ 35 ] | [ 36 ] |

## Politik

### Marktgemeinderat
Der Marktgemeinderat hat (ohne Bürgermeister) 14 Mitglieder.
|      | Freie Wähler | Bürgerliche Einheitsliste | Vereinigte Wählergemeinschaft | Unabhängige Wähler | Sitze gesamt |
| 2008 | 5            | 4                         | 3                             | 2                  | 14           |
| 2014 | 4            | 4                         | 3                             | 3                  | 14           |
| 2020 | 5            | 2                         | 3                             | 4                  | 14           |

### Bürgermeister
Zum Bürgermeister gewählt wurde 2020 Thomas Beck mit 55,92 % der Stimmen. Sein Vorgänger war Friedrich Wörrlein, gewählt im März 2014 mit 71,79 Prozent der Stimmen.

### Wappen und Flagge
Wappen
| Wappen von Dentlein am Forst | Blasonierung: „In Gold eine von Silber und Schwarz gevierte, gesenkte, eingeschweifte Spitze, beseitet von je einem bewurzelten, grünen Nadelbaum.“ |
| Wappen von Dentlein am Forst | Wappenbegründung: Die beiden Nadelbäume stehen redend für den Ortsnamen: „Siedlung beim Tannenwald“. Die Zollernvierung in der eingeschweiften Spitze weist auf die einstige Zugehörigkeit zur Markgrafschaft Brandenburg-Ansbach. Die Gemeinde Dentlein am Forst führt seit 1976 das Wappen. |

Flagge
Die Gemeindeflagge ist grün-gelb.

## Baudenkmäler

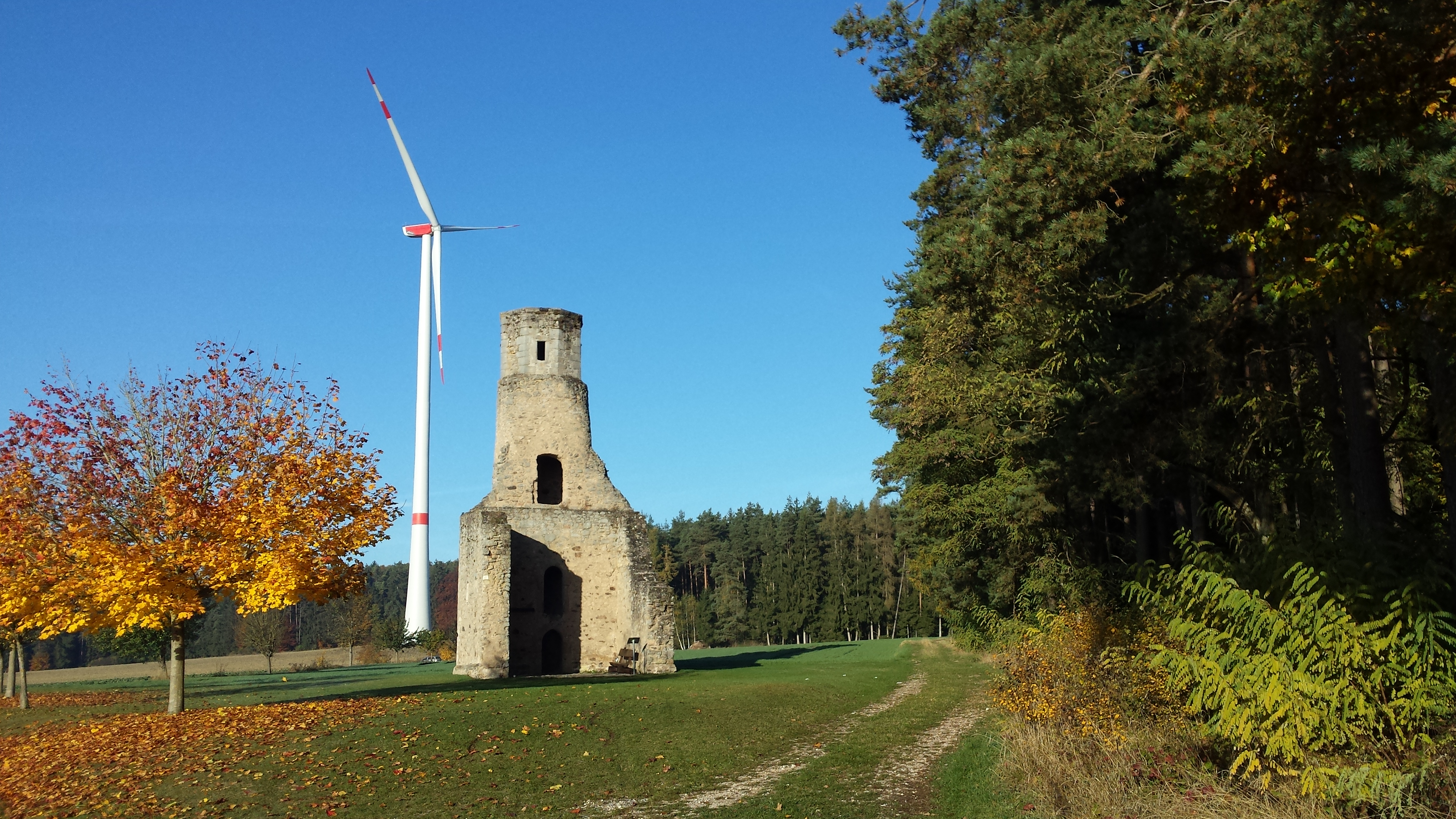
Die Zirkelkappl im Oktober 2016

- Kirche St. Ursula in Dentlein am Forst
- Zirkelkappl (Cyriacus-Kapelle) bei Schwaighausen
- Kriegerdenkmal in Dentlein am Forst
- Kirche St. Raphael in Großohrenbronn

## Verkehr
Die Kreisstraße AN 52 verläuft nach Thürnhofen zur Staatsstraße 2222 (2,7 km nordwestlich) bzw. über Großohrenbronn nach Burk zur Staatsstraße 2248 (4,5 km südöstlich). Die Kreisstraße AN 53 verläuft über Erlmühle zur Staatsstraße 2220 bei Angerhof (4,7 km südlich). Gemeindeverbindungsstraßen führen nach Kaierberg zur Staatsstraße 2222 (2 km nördlich), nach Lichtenau (2,7 km nordwestlich) und an Fetschendorf vorbei nach Obermosbach (1,9 km südlich).

## Persönlichkeiten
- Fritz Muck (* 1837 in Dentlein am Forst; † 1891 in Bochum), Chemiker, Begründer der Steinkohlenchemie im Ruhrgebiet